# 普拉特 (南达科他州)
普拉特（英語：Platte），是美国南达科他州下属的一座城市。根据2010年美国人口普查，该市有人口1,241人。论人口在本州排行第52。